# 満浦線
満浦線（マンポせん）は、朝鮮民主主義人民共和国平安南道順川市にある順川駅から慈江道満浦市にある満浦青年駅までを結ぶ鉄道路線である。

## 概要
朝鮮総督府によって建設が進められ、1932年（昭和7年）11月1日にまず順川～泉洞間が開通し、1939年（昭和14年）2月1日には全線が開通した。その後、1939年（昭和14年）10月1日には満浦鴨緑江橋梁が完成し、梅集線（当時は梅輯線）との連絡運輸を開始、満浦線は満洲国までつながる国際鉄道となった。
1940年（昭和15年）当時、満浦線では順川駅で下り（満浦方面）7本（内全線を走破するのは3本）、上り（順川方面）5本（全て平壌行き）の列車が、満浦駅（満浦青年駅）では上下3本の列車が発着していた。国際列車は満浦 - 通化間に1往復と、平壌から満浦線を走破して吉林まで運行された845・846列車が1往復あった。
戦後は平安北道にある妙香山に連絡する観光路線として使用されたほか、沿線に主要炭鉱地帯（价川市・球場郡）や軍需工業・機械工業地帯（熙川市・前川郡・江界市・満浦市）が立地することから、工業生産を支える重要路線として使用されており、1980年に電化された。現在は平壌から直通列車がある他、満浦青年駅から鴨緑江の対岸にある集安駅まで、貨物列車に客車を1輛つなげた客貨混合の国際列車が1日1往復運行されている。この列車は日本人を含む外国人には対外開放されていないのだが、中国朝鮮族には例外的に乗車が許可されているため、親族訪問や行商を目的とした中国朝鮮族がよく利用している。

## 歴史
- 1918年12月1日：三井鉱山専用鉄道により价川線として泉洞駅 - 价川駅間開通[4]。
- 1927年：价川軽便鉄道に社名変更。
- 1931年4月26日：朝鮮総督府鉄道により順川駅 - 泉洞駅間着工。
- 1932年11月1日：順川駅 - 泉洞駅間開通[5]。
- 1933年7月15日：价川駅移設、泉洞駅 - 价川駅間標準軌化、朝鮮総督府鉄道満浦線に編入[6]。
- 1933年10月15日：价川駅 - 球場駅（現：球場青年駅）間開通[7]。
- 1934年11月1日：球場駅 - 熙川駅（現：熙川青年駅）間開通[8]。
- 1935年10月1日：熙川駅 - 价古駅（現：价古青年駅）間開通[9]。
- 1936年12月1日：价古駅 - 前川駅（現：花岩駅）間開通[10]。
- 1937年12月1日：前川駅 - 江界駅間開通[11]。
- 1939年2月1日：江界駅 - 満浦駅（現：満浦青年駅）間開通により全線開通[12]。
- 1939年10月1日：満浦鴨緑江橋梁完成。
- 1941年5月1日：魚龍駅開業[13]。
- 1941年9月16日：藍田駅開業[14]。
- 1942年11月1日：中城干駅開業[15]。
- 1948年：价古青年駅 - 古仁駅間電化。
- 1980年10月6日：熙川青年駅 - 満浦青年駅間電化[16]。

## 運行形態
2002年時点の時刻表によると、急行列車は西平壌 - 満浦青年 - 恵山青年間を結ぶ3・4列車、平壌 - 熙川青年間を結ぶ19・20列車、海州青年 - 満浦青年間を結ぶ列車の計3本が設定されている。これらの列車は全て西平壌 - 新安州青年間で平義線、新安州青年 - 价川間で价川線を経由し、价川より当路線に乗り入れる。
一方、準急行列車は咸興 - 満浦青年間を結ぶ列車、長淵 - 満浦青年間を結ぶ列車の計2本が設定されており、いずれも順川から当路線に乗り入れ全線を走破する。
これらの列車の他、新義州青年 - 熙川青年間を結ぶ各駅停車が1本設定されており、この列車は平義線・价川線を経由し价川より当路線に乗り入れる。また国際列車に関しては概要節にて先述した通りである。
貨物輸送に関しては、沿線・近隣で生産される石炭やセメント、接続する北部内陸線からの木材を中心に輸送している。

## 駅一覧
| 駅名                | 駅名                | 駅名                           | 駅間キロ (km) | 累計キロ (km) | 接続路線                                           | 所在地                              | 所在地                              | 所在地                              |
| 日本語              | 現地語              | 英語                           | 駅間キロ (km) | 累計キロ (km) | 接続路線                                           | 所在地                              | 所在地                              | 所在地                              |
| ------------------- | ------------------- | ------------------------------ | ------------- | ------------- | -------------------------------------------------- | ----------------------------------- | ----------------------------------- | ----------------------------------- |
| 順川駅              | 순천역              | Sunch'ŏn                       | 0.0           | 0.0           | 北朝鮮鉄道省：平羅線                               | 朝鮮民主主義人民共和国              | 平安南道                            | 順川市                              |
| 中坪駅              | 중평역              | Chungp'yŏng                    | 10.9          | 10.9          |                                                    | 朝鮮民主主義人民共和国              | 平安南道                            | 順川市                              |
| 閣岩駅              | 각암역              | Kag'am                         | 6.8           | 17.7          |                                                    | 朝鮮民主主義人民共和国              | 平安南道                            | 价川市                              |
| 龍源里駅            | 룡원리역            | Ryongwŏl-li                    | 4.4           | 22.1          |                                                    | 朝鮮民主主義人民共和国              | 平安南道                            | 价川市                              |
| 泉洞駅              | 천동역              | Ch'ŏndong                      | 10.5          | 32.6          | 北朝鮮鉄道省：大角線                               | 朝鮮民主主義人民共和国              | 平安南道                            | 价川市                              |
| 价川駅              | 개천역              | Kaech'ŏn                       | 6.3           | 38.9          | 北朝鮮鉄道省：价川線・朝陽炭鉱線                   | 朝鮮民主主義人民共和国              | 平安南道                            | 价川市                              |
| 院里駅              | 원리역              | Wŏlli                          | 8.0           | 46.9          |                                                    | 朝鮮民主主義人民共和国              | 平安南道                            | 价川市                              |
| 鳳泉駅              | 봉천역              | Pongch'ŏn                      | 3.0           | 49.9          | 北朝鮮鉄道省：鳳泉炭鉱線                           | 朝鮮民主主義人民共和国              | 平安南道                            | 价川市                              |
| 自作駅              | 자작역              | Chajak                         | 4.1           | 54.0          | 北朝鮮鉄道省：价川炭鉱線                           | 朝鮮民主主義人民共和国              | 平安南道                            | 价川市                              |
| 藍田駅              | 람전역              | Ramjŏn                         | 4.3           | 58.3          |                                                    | 朝鮮民主主義人民共和国              | 平安南道                            | 价川市                              |
| 球場青年駅 (球場駅) | 구장청년역 (구장역) | Kujang Ch'ŏngnyŏn (Kujang)     | 4.7           | 63.0          | 北朝鮮鉄道省：平徳線・青年八院線・龍岩線           | 朝鮮民主主義人民共和国              | 平安北道                            | 球場郡                              |
| 魚龍駅              | 어룡역              | Ŏryong                         | 5.5           | 68.5          | 北朝鮮鉄道省：龍門炭鉱線                           | 朝鮮民主主義人民共和国              | 平安北道                            | 球場郡                              |
| 新興洞駅            | 신흥동역            | Sinhŭngdong                    | 3.0           | 71.5          | 北朝鮮鉄道省：新興洞線                             | 朝鮮民主主義人民共和国              | 平安北道                            | 球場郡                              |
| 北薪峴駅            | 북신현역            | Puksinhyŏn                     | 9.6           | 81.1          | 北朝鮮鉄道省：雲山線（廃線）                       | 朝鮮民主主義人民共和国              | 平安北道                            | 香山郡                              |
| 妙香山駅            | 묘향산역            | Myohyangsan                    | 9.0           | 90.1          | 北朝鮮鉄道省：香山線                               | 朝鮮民主主義人民共和国              | 平安北道                            | 香山郡                              |
| 富成駅              | 부성역              | Pusŏng                         | 12.9          | 103.0         |                                                    | 朝鮮民主主義人民共和国              | 慈江道                              | 熙川市                              |
| 熙川青年駅 (熙川駅) | 희천청년역 (희천역) | Hŭich'ŏn Ch'ŏngnyŏn (Hŭich'ŏn) | 6.8           | 109.8         | 北朝鮮鉄道省：楸坪線                               | 朝鮮民主主義人民共和国              | 慈江道                              | 熙川市                              |
| 清下駅              | 청하역              | Ch'ŏnha                        | 4.9           | 114.7         |                                                    | 朝鮮民主主義人民共和国              | 慈江道                              | 熙川市                              |
| 草上駅              | 초상역              | Ch'osang                       | 8.2           | 122.9         |                                                    | 朝鮮民主主義人民共和国              | 慈江道                              | 熙川市                              |
| 東新駅 (明文駅)     | 동신역 (명문역)     | Tongsin (Myŏngmun)             | 6.4           | 129.3         |                                                    | 朝鮮民主主義人民共和国              | 慈江道                              | 東新郡                              |
| 价古青年駅 (价古駅) | 개고청년역 (개고역) | Kaego Ch'ŏngnyŏn (Kaego)       | 10.7          | 140.0         |                                                    | 朝鮮民主主義人民共和国              | 慈江道                              | 松源郡                              |
| 椽木駅              | 연목역              | Yŏnmok                         | 10.8          | 150.8         |                                                    | 朝鮮民主主義人民共和国              | 慈江道                              | 松源郡                              |
| 津坪駅 (狗峴駅)     | 진평역 (구현역)     | Chinp'yŏng (Kuhyŏn)            | 5.8           | 156.6         |                                                    | 朝鮮民主主義人民共和国              | 慈江道                              | 前川郡                              |
| 古仁駅              | 고인역              | Koin                           | 10.7          | 167.3         |                                                    | 朝鮮民主主義人民共和国              | 慈江道                              | 前川郡                              |
| 梨満駅              | 리만역              | Riman                          | 6.9           | 174.2         |                                                    | 朝鮮民主主義人民共和国              | 慈江道                              | 前川郡                              |
| 雲里駅 (倉坪駅)     | 운리역 (창평역)     | Unri (Ch'angp'yŏng)            | 10.1          | 184.3         |                                                    | 朝鮮民主主義人民共和国              | 慈江道                              | 前川郡                              |
| 雲松駅              | 운송역              | Unsong                         | 5.2           | 189.5         |                                                    | 朝鮮民主主義人民共和国              | 慈江道                              | 前川郡                              |
| 前川駅 (仲岩駅)     | 전천역 (중암역)     | Chŏnch'ŏn (Chung'am)           | 5.6           | 195.1         |                                                    | 朝鮮民主主義人民共和国              | 慈江道                              | 前川郡                              |
| 花岩駅 (前川駅)     | 화암역 (전천역)     | Hwaam (Chŏnch'ŏn)              | 8.0           | 203.1         |                                                    | 朝鮮民主主義人民共和国              | 慈江道                              | 前川郡                              |
| 双芳洞駅            | 쌍방동역            | Ssangbangdong                  | 9.4           | 212.5         |                                                    | 朝鮮民主主義人民共和国              | 慈江道                              | 城干郡                              |
| 中城干駅            | 중성간역            | Chungsŏnggan                   | 4.9           | 217.4         |                                                    | 朝鮮民主主義人民共和国              | 慈江道                              | 城干郡                              |
| 城干駅 (別河駅)     | 성간역 (별하역)     | Sŏnggan (Pyŏlha)               | 4.1           | 221.5         |                                                    | 朝鮮民主主義人民共和国              | 慈江道                              | 城干郡                              |
| 新清駅 (梧毛老駅)   | 신청역 (오모로역)   | Sinch'ŏng (Omoro)              | 9.0           | 230.5         |                                                    | 朝鮮民主主義人民共和国              | 慈江道                              | 城干郡                              |
| 富只駅              | 부지역              | Puji                           | 7.1           | 237.6         |                                                    | 朝鮮民主主義人民共和国              | 慈江道                              | 城干郡                              |
| 公仁駅              | 공인역              | Kongin                         | 6.3           | 243.9         |                                                    | 朝鮮民主主義人民共和国              | 慈江道                              | 江界市                              |
| 江界駅              | 강계역              | Kanggye                        | 6.7           | 250.6         | 北朝鮮鉄道省：江界線                               | 朝鮮民主主義人民共和国              | 慈江道                              | 江界市                              |
| 曲河駅              | 곡하역              | Kokha                          | 10.3          | 260.9         |                                                    | 朝鮮民主主義人民共和国              | 慈江道                              | 江界市                              |
| 双富駅              | 쌍부역              | Ssangbu                        | 8.9           | 269.8         |                                                    | 朝鮮民主主義人民共和国              | 慈江道                              | 時中郡                              |
| 安賛駅              | 안찬역              | Anch'an                        | 7.1           | 276.9         |                                                    | 朝鮮民主主義人民共和国              | 慈江道                              | 時中郡                              |
| 時中駅              | 시중역              | Sijung                         | 9.1           | 286.0         |                                                    | 朝鮮民主主義人民共和国              | 慈江道                              | 時中郡                              |
| 乾下駅 (外貴駅)     | 건하역 (외귀역)     | Kŏnha (Oegwi)                  | 5.9           | 291.9         |                                                    | 朝鮮民主主義人民共和国              | 慈江道                              | 満浦市                              |
| 満浦青年駅 (満浦駅) | 만포청년역 (만포역) | Manp'o Ch'ŏngnyŏn (Manp'o)     | 8.0           | 299.9         | 北朝鮮鉄道省：北部内陸線（恵山満浦青年線）・運河線 | 朝鮮民主主義人民共和国              | 慈江道                              | 満浦市                              |
| 満浦鴨緑江橋梁      | 만포압록강교량      |                                | 3.1           | 303.0         |                                                    |                                     |                                     |                                     |
| 集安駅 (輯安駅)     | 集安站 (輯安站)     | Ji'an                          | 7.4           | 310.4         | 中国鉄道部：梅集線                                 | 中華人民共和国 吉林省 通化市 集安市 | 中華人民共和国 吉林省 通化市 集安市 | 中華人民共和国 吉林省 通化市 集安市 |

## 参考資料
- 国分隼人（2007年）. 『将軍様の鉄道 北朝鮮鉄道事情』, 新潮社. ISBN 9784103037316
- 鉄道省 編, 『鉄道停車場一覧. 昭和12年10月1日現在』, 1937, p497
- 満浦・梅集